# Catherine Neville (morte en 1483)
Pour les articles homonymes, voir Catherine Neville.
Titres
Duchesse de Norfolk
14 juillet 1425 – 19 octobre 1432
(7 ans, 3 mois et 5 jours)
Comtesse de Norfolk et de Nottingham, baronne Segrave (en) et Mowbray
12 janvier 1412 – 19 octobre 1432
(20 ans, 9 mois et 7 jours)
Vicomtesse Beaumont (en)
27 janvier 1442 – 10 juillet 1460
(18 ans, 5 mois et 13 jours)
Catherine Neville (vers 1397 – 1483) est une femme de la noblesse anglaise et un membre de la famille Neville.

## Biographie
Née au plus tard en 1399, mais plus probablement aux alentours de 1397, Catherine Neville est vraisemblablement la fille aînée de Ralph Neville, 1er comte de Westmorland, et de sa seconde épouse Jeanne Beaufort. Le 12 janvier 1412, elle épouse John de Mowbray, l'héritier du duché de Norfolk, dont son père a depuis l'année précédente la garde. Ralph Neville avance pour les frais des noces de sa fille la somme colossale de 2 000 livres. Catherine donne un seul enfant à son époux, un fils prénommé John, qui devient duc de Norfolk à la mort de son père en 1432.
Catherine Neville reçoit à titre de douaire un tiers des possessions de son défunt époux, principalement réparties dans le Lincolnshire. De ce fait et en raison de sa mort en 1483, aucun des ducs de Norfolk de la famille de Mowbray ne recevra l'intégralité de son héritage. La duchesse douairière de Norfolk se remarie avec Thomas Strangeways à une date inconnue, puis avec John Beaumont avant le 27 janvier 1442. Elle perd son troisième époux lorsque ce dernier est tué le 10 juillet 1460 à la bataille de Northampton au service du roi Henri VI.
En janvier 1465, Catherine se remarie une quatrième fois avec John Woodville, un des frères d'Élisabeth Woodville qui vient d'épouser le roi Édouard IV. Avec l'arrivée sur scène de la nouvelle reine, suivent un grand nombre de ses frères et sœurs qui se marient bientôt avec les familles les plus notables d'Angleterre. Ce mariage, décrit par un chroniqueur comme « le mariage diabolique », choque les contemporains en raison de la différence d'âge des époux : John n'a que 20 ans tout au plus, alors que Catherine en a au moins 65.
Perçu comme un affront personnel tant par son neveu Richard Neville, 16e comte de Warwick, que par son petit-fils John de Mowbray, 4e duc de Norfolk, le mariage de Catherine Neville suscite une profonde aversion envers la famille Woodville, d'autant que son âge avancé laisse craindre que John Woodville puisse s'emparer d'une bonne partie de son douaire à sa mort. On ignore cependant si la duchesse douairière de Norfolk a été contrainte de contracter ce quatrième mariage ou si elle a été enthousiaste à l'idée d'être apparentée à la reine. 
Quoi qu'il en soit, les espoirs de la famille Woodville s'éteignent en 1469 lorsque Richard Neville se rebelle contre Édouard IV et fait exécuter plusieurs membres de la famille de la reine, dont John Woodville. Une nouvelle fois veuve, Catherine Neville mène une existence reculée et apparaît une dernière fois le 6 juillet 1483 lors du couronnement de Richard III et de sa petite-nièce Anne Neville. Elle meurt peu après dans son manoir d'Epworth, dans le Lincolnshire, ayant survécu à tous ses descendants de la famille de Mowbray et à ses filles.

## Descendance
De son premier mariage avec John de Mowbray, 2e duc de Norfolk, Catherine Neville a un fils :
- John de Mowbray (12 septembre 1415 – 6 novembre 1461), 3e duc de Norfolk, épouse Eleanor Bourchier.

De son deuxième mariage avec Thomas Strangeways, elle a deux filles :
- Joan Strangeways, épouse William Willoughby ;
- Katherine Strangeways, épouse Henry Grey, 4e baron Grey de Codnor.